# Уразбахтинское сельское поселение
Уразбахтинское се́льское поселе́ние — муниципальное образование в Мамадышском районе Татарстана Российской Федерации.
Административный центр — село Уразбахтино.

## История
Статус и границы сельского поселения установлены Законом Республики Татарстан от 31 января 2005 года № 35-ЗРТ «Об установлении границ территорий и статусе муниципального образования "Мамадышский муниципальный район" и муниципальных образований в его составе».

## Население
| 2010 | 2011 | 2012 | 2013 | 2014 | 2015 | 2016 |
| ---- | ---- | ---- | ---- | ---- | ---- | ---- |
| 330  | ↘328 | ↘316 | ↘298 | ↘294 | ↘293 | ↘286 |
| 2017 | 2018 |      |      |      |      |      |
| ↘280 | ↘266 |      |      |      |      |      |

## Состав сельского поселения
| № | Населённый пункт | Тип населённого пункта       | Население |
| - | ---------------- | ---------------------------- | --------- |
| 1 | Русские Кирмени  | село                         |           |
| 2 | Уразбахтино      | село, административный центр |           |